# Armeria muelleri
Armeria muelleri är en triftväxtart som beskrevs av Alfred Huet du Pavillon. Armeria muelleri ingår i släktet triftar, och familjen triftväxter. Inga underarter finns listade i Catalogue of Life.